# Пролећна изложба УЛУС-а (2001)
Пролећна изложба УЛУС-а (2001), одржана је у периоду од 9. марта до 10. априла 2001. године. Изложба је одржана у галеријском простору Удружења ликовних уметника Србије, односно у Уметничком павиљону "Цвијета Зузорић", у Београду.

## Уметнички савет
- Љиљана Мићовић
- Марио Ђиковић
- Ненад Брачић
- Александар-Лека Младеновић
- Стојанка Ђорђић
- Оливера Гаврић-Павић
- Ђорђије Црнчевић
- Миодраг Млађовић

## Жири
- Драгица Вуковић
- Љиљана Мићовић
- Бранимир Карановић
- Александра Естела Бјелица
- Радислав Вучинић

## Излагачи

### Сликартсво
1. Миленко-Аћим Аћимовић
2. Светлана Бабић
3. Жарко Бјелица
4. Љиљана Блажеска
5. Јелена Блечић
6. Никола Божовић
7. Слободан Бојовић
8. Стојанка Бошњак
9. Соња Бриски-Узелац
10. Светлана Волиц
11. Јоана Вулановић-Марковић
12. Жарко Вучковић
13. Шемса Гавранкапетановић
14. Јован Глигоријевић
15. Вера Дамјановић
16. Мирјана Денков
17. Горан Десанчић
18. Горан Деспотовски
19. Марија Димитрић
20. Тања Ђокић
21. Катарина Ђорђевић
22. Стојанка Ђорђић
23. Зоран Н. Ђорђевић
24. Милица Забрдац
25. Јелена Ивановић
26. Ирена Илијев
27. Ивана Јакшић
28. Слободан Каштаварац
29. Зоран Клашња
30. Радомир Кнежевић
31. Милинко Коковић
32. Милан Колбас
33. Милутин Копања
34. Владислав Коцарев
35. Зоран Круљ
36. Мика Ловре
37. Татјана Љубисављевић
38. Властимир Мадић
39. Бранка Марић
40. Весна Марковић
41. Катарина Марковић
42. Љиљана Мартиновић
43. Јелена Меркур
44. Предраг-Пеђа Милићевић
45. Лидија Мићовић
46. Јасна Николић
47. Љубица Николић
48. Иван Павић
49. Александра Павићевић
50. Ружица-Беба Павловић
51. Богдан Павловић
52. Саво Пековић
53. Михаило М. Петковић
54. Данка Петровска
55. Небојша Пилиповић
56. Божидар Плазинић
57. Божидар Продановић
58. Владимир Рашић
59. Драган Ристић
60. Ђорђе Соколовски
61. Светлана Спасић-Глид
62. Весна Стајчић
63. Радмила Степановић
64. Оливера Стојановић
65. Војислав Танурџић
66. Небојша Таталовић
67. Предраг Терзић
68. Зоран Тешановић
69. Станка Тодоровић
70. Нина Тодоровић
71. Мирољуб Филиповић
72. Тијана Фишић
73. Халко Халиловић
74. Драган Хајровић
75. Ђорђе Хаџи-Николић
76. Драган Цветковић
77. Миомир Цветковић
78. Биљана Црнчанин
79. Весна Џакић
80. Наташа Шавија
81. Миле Шаула

### Вајарство
1. Ђорђе Арнаут
2. Милан Бесарабић
3. Радомир Бранисављевић
4. Срђан Вукајловић
5. Петар Гољовић
6. Вукашин Миловић
7. Лепосава Милошевић-Сибиновић
8. Жељка Момиров
9. Војкан Пауновић
10. Балша Рајчевић
11. Вера Станарчевић
12. Милорад Ступовски
13. Томислав Тодоровић
14. Славиша-Равногорац Чековић

### Графика и цртеж
1. Бошко Атанацковић
2. Владимир Вељашевић
3. Зоран Бановић
4. Габријела Булатовић
5. Звонко Грмек
6. Миленко Дивјак
7. Вера Ђенге
8. Синиша Жикић
9. Милан Игњатовић
10. Огњен Јеремић
11. Јелена Јоцић
12. Марко Калезић
13. Велизар Крстић
14. Радован Кузмановић
15. Милена Максимовић
16. Зоран Матић
17. Горица Милетић
18. Биљана Миљковић
19. Александар Младеновић Лека
20. Драган Најдановић
21. Бранко Николов
22. Милица Петровић-Сарајчевић
23. Димитрије Пецић
24. Зоран Пурић
25. Симонида Радоњић
26. Александар Ратковић
27. Светлана Рибица
28. Сања Стаменић
29. Драгана Станаћев-Пуача
30. Ивана Станковић
31. Љиљана Стојановић
32. Бранка Стојановић-Трифуновски
33. Шиљан Јошкин
34. Мирјана Томашевић
35. Деса Томић-Ђуровић
36. Мирко Тримчевић
37. Даниела Фулгоси

### Проширени медији
1. Љиљана Бурсаћ
2. Милован-Даго Даговић
3. Наташа Дробњак
4. Слађана Милинковић
5. Миодраг Млађовић
6. Нивес Павловић-Вуковић
7. Ставрос Поптсис

## Награђени излагачи
Златну палету је освојио Никола Божовић, за рад Будите одмах.
Златну иглу је освојио Велизар Крстић, за рад Francis Bacon II.
По мишљењи жирија, понуђени радови из области вајарства и проширених медија на овој изложби, нису представили праву слику садржаја ових дисциплина, те награде Златно длето и Награда за проширене медије нису додељене.